# Toter Winkel (2017)
Toter Winkel ist ein deutscher Fernsehfilm des Regisseurs Stephan Lacant aus dem Jahr 2017, der von Hans W. Geißendörfer für die ARD produziert wurde und am 3. Mai 2017 erstmals im Rahmen des Sendeplatzes Filmmittwoch im Ersten ausgestrahlt wurde. In den Hauptrollen agieren Herbert Knaup, Hanno Koffler sowie Emma Drogunova. Johanna Gastdorf, Theresa Scholze und Dirk Borchardt sind in tragenden Rollen besetzt.

## Handlung
Friseurmeister Karl Holzer führt mit seiner Frau Elsa ein ruhiges Leben in einer deutschen Kleinstadt. Als Manuel Retzlav, der Jugendfreund seines erwachsenen Sohnes Thomas, nachts von einem Lkw überfahren wird, entstehen Gerüchte, dass der junge Mann einer rechtsextremen terroristischen Vereinigung angehört haben soll. Da Manuel mit Thomas befreundet war, gerät dieser ebenfalls in Verdacht, der  rechtsterroristischen Szene anzugehören. Karl Holzer plagen schlimme Zweifel, ob er seinem Sohn und dessen Worten vertrauen kann, auch wenn er das um jeden Preis möchte. Ihm wird dabei schmerzhaft klar, dass er Thomas teils auch Werte vermittelt hat, die fragwürdig sind, und vielleicht dazu beigetragen haben, einen falschen Weg zu wählen. Holzer fallen plötzlich Dinge auf, die seine Zweifel nähren, so erzählt Thomas seiner kleinen Tochter Nora über Kaninchen, die er züchtet, dass die Rasse rein bleiben müsse. Zudem ist Karl erschreckt, dass seine Enkelin das patriotische Lied Die Wacht am Rhein unerwartet textsicher singen kann. Auch stört Thomas der hohe Ausländeranteil an Schulen.
Mitten in der Nacht wird die Familie Krasniqi von Männern in Polizeiuniform abgeführt, die behaupten, dass die Einwanderungsbehörde ihre sofortige Abschiebung verfügt habe und sie in den Kosovo zurück müssten. Die 15-jährige Tochter Anyá kann jedoch fliehen und sich erst einmal mit Hilfe ihres Schulkameraden Martin versteckt halten. Eine Kontaktaufnahme mit ihrem Vater über ihr Handy schlägt jedoch insoweit fehl, als sie nur Textnachrichten erhält, die besagen, sie solle sich dringend melden. Nach einiger Zeit erhält sie die eindringliche Bitte, zu ihrer Familie zu kommen, da diese ohne sie in der Sicherheitsverwahrung festsitze. Die Krasniqis leben seit 17 Jahren in Deutschland. Neben Vater Fazil, Mutter Dafina und Anyá gehören noch zwei kleinere Geschwister zur Familie.
Karl Holzer sucht nach Beweisen, die seinen Sohn entlasten, um die Angst, die Besitz von ihm ergriffen hat, zu betäuben. Stattdessen findet er jedoch immer mehr Hinweise, die nahelegen, dass Thomas ganz und gar nicht so unschuldig ist, wie er seinem Vater wiederholt versichert hat. Als Karl Holzer dann zufällig ein Handy findet, auf dem sich Anyás verzweifelte Versuche befinden, ihren Vater zu erreichen, kann er die Augen nicht mehr verschließen, wie er es so gern möchte. Die Reaktion seines Sohnes, als er in dessen Haus stürmt und auf den jungen Mann einschlägt, ist ernüchternd. Thomas meint, man müsse doch etwas gegen die vielen Ausländer im Land unternehmen, die inzwischen sogar schon auf die Straßen gehen und für ihre Rechte demonstrieren würden. Er selbst habe ihm doch beigebracht, dass man etwas tun müsse, wenn einen etwas störe. Reden allein genüge nicht.
Das ganze Ausmaß dessen, was Thomas und Gleichgesinnte getan haben, ist so schrecklich, dass man es kaum in Worte zu fassen vermag. Es war nicht das erste Mal, dass sie als Polizisten getarnt in dem Haus, in dem neben den Krasniqis weitere ausländische Familien leben, eine Familie nachts aus dem Bett holten. Die Krasniqis wurden von ihnen in eine einsame Gegend gefahren, wo bereits eine Grube ausgehoben war. Als das Ehepaar erkannte, was ihre Peiniger vorhatten, war es schon zu spät. Sie ermordeten Vater, Mutter und deren zwei kleine Kinder durch einen Genickschuss am Rand der Grube und verscharrten sie dort.
Karl Holzer ist klar, dass Anyá Krasniqi eine Gefahr für seinen Sohn darstellt, da sie ihn in jener Nacht gesehen hat. Sie könnten das nur gemeinsam beenden, wischt er jede andere Lösung, die Thomas vorschlägt, vom Tisch. Und so gibt Karl Holzer sich als Anwalt von Fazil Krasniqi aus und schickt Anyá eine SMS, in der er einen Treffpunkt auf einem Parkplatz vorschlägt. Von dort aus werde er die junge Frau dann zu ihrer Familie bringen. Anyá ist zwar misstrauisch, aber auch ziemlich am Ende, da sie endlich wieder mit ihrer Familie vereint sein möchte. Sie steigt zu Holzer ins Auto. Als er unterwegs die Toilette aufsucht, entdeckt sie zufällig ein Armband ihres Vaters in dessen Handschuhfach. Als sie Holzer panisch darauf anspricht, erklärt er ihr, dass ihre gesamte Familie tot sei, was in Anyá Grauen pur auslöst. Fast schon apathisch steigt sie am Treffpunkt, den Karl Holzer mit seinem Sohn vereinbart hat, aus dem Auto. Dort, in einem stillgelegten Steinbruch, wartet Thomas bereits mit einer Pistole und befiehlt Anyá, auf die Knie zu gehen. Karl Holzer redet auf seinen Sohn ein, dass er das nicht könne, in ihm sei doch ein guter Kern, er könne nicht abdrücken. Genau das tut Thomas aber. Es fällt jedoch kein Schuss, auch beim zweiten und dritten Versuch nicht. Holzer hat das Magazin entfernt, aber bis zuletzt gehofft, dass Thomas nicht abdrücken werde. Die schon zuvor von ihm informierte Polizei unter Führung des Beamten Zeiler trifft ein und nimmt beide Holzers fest. Anyá kann den Versicherungen der nun echten Polizeibeamten nicht mehr glauben und versucht verzweifelt zu fliehen. Als Zeiler und eine Polizistin sie in einem nahen Waldgebiet einholen können, schreit sie ihre Verzweiflung laut heraus, um dann wimmernd zusammenzubrechen.

## Produktion

### Produktionsnotizen
Der Film wurde von der Geissendörfer Film und Fernsehproduktion KG (GFF) Köln im Auftrag und für den Westdeutschen Rundfunk gedreht. Die Redaktion für den WDR lag bei Caren Toennissen. Die Herstellungsleitung hatte Andreas Habermaier inne, die Aufnahmeleitung Sara Kratzin, Annemarie Klee (Motiv)  und Kirsten Steffens (Set). Die Dreharbeiten fanden im Zeitraum 22. September bis 27. Oktober 2016 in Köln und Umgebung statt.

### Hintergrund
Hans W. Geißendörfer wird im Presseheft der ARD mit folgender Aussage zum Film zitiert: „Das Erschrecken über die Haltung und rechtsradikale Überzeugung des Sohnes ist das Erschrecken meiner Generation über die Tatsache, dass Faschismus und rechtsradikale Werte in der heutigen Jugend nicht nur diskutiert, sondern auch von vielen gelebt und in Taten umgesetzt werden. Film als Grundlage für politische Diskussion muss dem Zuschauer mehr bieten als angenehme Unterhaltung – er zielt immer ins Herz und ins Hirn. Ich hoffe, ,Toter Winkel' trifft.“
Autor Braeunlich, der sich bei seinen Recherchen unter anderem ein Interview mit den Eltern von Uwe Böhnhardt angesehen hatte, erzählte: „Ein Ausschnitt ist mir besonders in Erinnerung geblieben, in dem die Mutter von der letzten Begegnung mit ihrem Sohn erzählt, als er bereits in den Untergrund gegangen war. Sie erzählt davon, wie sie ihn in die Arme nahm, ohne zu wissen, dass er zu diesem Zeitpunkt schon sechs Menschen das Leben genommen hat.“

## Rezeption

### Einschaltquoten
Bei der Erstausstrahlung von Toter Winkel am 3. Mai 2017 im Ersten wurde der Film in Deutschland von insgesamt 4,17 Millionen Zuschauern gesehen und erreichte einen Marktanteil von 13,7 Prozent. Bei einer Wiederholung im Jahr 2020 schalteten 4,85 Millionen Zuschauer ein, was einem Marktanteil von 15,6 Prozent entsprach.

### Kritik
Der Filmkritiker Thomas Gehringer bewertete den Film auf der Seite tittelbach.tv, gab ihm fünf von sechs möglichen Sternen und lobte: „Starke Figuren, klasse Schauspieler (vor allem Herbert Knaup & Emma Drogunova), eine stringent und spannend entwickelte Geschichte mit zwei Handlungssträngen, die schicksalhaft aufeinander zu laufen.“ Vieles sei „stimmig, nicht alles“. „Schockierend“ sei „die extreme Gewalttat, die die ohnehin bedrückende Wirklichkeit offenbar noch“ habe „übertreffen“ sollen.
Heike Kunert lobte in der Zeit, Herbert Knaups Spiel sei „herausragend“, vielleicht sei „die Rolle des Karl Holzer überhaupt als seine bisher stärkste“ anzusehen. Er verleihe seiner Figur „eine immense Körperlichkeit und Präsenz“ und fülle diese „mit einem spürbaren Widerstreit zwischen der moralischen Erkenntnisverpflichtung und dem väterlichen Erkenntnisekel aus“. Hanno Koffler wisse den „fürsorglichen Familienvater und brutalen Rechtsextremisten mit einer erschreckenden Selbstverständlichkeit zu vereinen“. Toter Winkel sei ein „atmosphärisch unverwechselbarer, dichter und bedrückender Film, wie er aktueller und wichtiger nicht sein könnte“.
Arno Frank befasste sich mit dem Film in Spiegel Kultur und stellte die rhetorische Frage, „ein Familienkonflikt? ein Asyldrama?“ und gab die Antwort: „Beides und noch mehr steckt in dem außergewöhnlichen ARD-Film ‚Toter Winkel‘. Er zeigt, wie rechtsradikales Gedankengut in die kleinste Alltagsnische eindringt.“ Frank stellte weiter fest, Herbert Knaup spiele den „biederen Bürger unter Aufbietung all seines Könnens. Fragen nach Gewissen, Schuld und Verantwortung spiegel[te]n sich nicht nur in seinem Gesicht, auch in der Körperhaltung“. Hanno Koffler spiele diesen „Thomas Holzer als einen Sohn, wie ihn der Spießer sich nur wünschen“ könne. „Fleißig und familiär, intelligent und kinderlieb.“ Und weiter: „Dass unter dieser Oberfläche etwas Monströses schlummert, wird beispielsweise im Hasenstall deutlich, als die Tochter nach einem aus der Art geschlagenen Tier fragt: ‚Musst du den jetzt töten?‘ – ‚Ja, das ist wichtig. Sonst ist die Rasse ja nicht mehr rein, und dann kommt die natürliche Ordnung durcheinander. So hat mir das dein Opa auch schon erklärt, als ich so alt war wie du.‘“ Abschließend fasste Frank zusammen: „Dabei machen psychologische Spannung und schauspielerische Leistungen das Gefühl durchaus wett, mit dem didaktischen Holzhammer bearbeitet zu werden.“ Geißendörfer habe mit seinem Projekt eine Diskussionsgrundlage bieten wollen und „mehr als nur gute Unterhaltung“. Das sei „ihm gelungen“.
Kurt Sagatz stellte im Tagesspiegel fest, das Familiendrama variiere „das Thema der NSU-Morde“ und stelle „eine wichtige Frage: Was wissen wir eigentlich von unseren Kindern?“ Die „Umsetzung“ des Stoffes sei „bewegend“. Herbert Knaup brauche als Vater Holzer „keine Worte, um die inneren Kämpfe seiner Figur auszudrücken“. In „feinsten Abstufungen“ gelinge es ihm, „sämtliche Gefühlszustände vom leichten Zweifel über die jähe Erkenntnis bis zum explosionsartigen Ausbruch der Emotionen abzurufen“. An „körperlicher Präsenz“ mangele es auch Hanno Koffler nicht. Doch „in der Darstellung von Thomas’ Emotionen“ falle er „weit hinter Knaup zurück“. Bis zuletzt halte er „die Fassade des guten Sohnes aufrecht“. Der Film bleibe „aber auch bei den Opfern“. Die junge Schauspielerin Emma Drogunova zeige als Anyá Krasniqi auf der Flucht „ihre Angst, Verzweiflung, Hilflosigkeit, aber auch ihre Entschlossenheit“.
In der Frankfurter Allgemeinen kam Luise Schendel zu dem Ergebnis, der Krimi lebe „von Grau-, Erd- und Blautönen, szenischer Spannung, der Ruhe und den Sollbruchstellen, die der Schnitt“ erzeuge. Die Rolle sei „wie geschaffen für Herbert Knaups pointiertes Spiel, um das die gesamte Handlung wie am Reißbrett entworfen“ scheine. Zusammenfassend endete Schendel mit den Worten: „Anleihen an die oft aufgeregte Asyldebatte verpuffen, sie werden dem zentralen Vater-Sohn-Konflikt geopfert. Bleibt also Thomas, der spröde Zielstrebige, der Familienvater, der Undurchsichtige. Er leugnet Verbindungen zum rechtsextremen Untergrund, in sein Leben erhält der Zuschauer kaum Einblick. Da ist es wieder, das Versteckspiel im ‚Toten Winkel‘, das der Film ausreizt. Zum Schluss aber löst es sich in erstaunlicher Klarheit auf.“
Julian Miller von Quotenmeter.de lobte: „Erstklassig gespielt und sehr gut geschrieben.“ Und weiter: „‹Toter Winkel› ist kein didaktischer Problemfilm und will sich seinen Figuren auf der psychologischen Ebene nähern, gleichzeitig aber immer die Außenperspektive beibehalten.“ „Nicht nur durch Herbert Knaups einnehmendes, feinsinniges Spiel“ gelinge „die Erzählung des schrittweisen, furchtsamen Erwachens seiner Figur so gut: ein bürgerlicher Mann, zwar eher aus dem traditionellen, rechtskonservativen Spektrum, aber ein unverrückbarer Mann der Mitte, der alles Faschistisch-Extremistische genauso kompromisslos ablehnt wie jeder Andere, der Herz und Verstand am rechten Fleck hat.“ […] „Eine Botschaft, die dieser Film nach außen tragen“ wolle: „Brutaler, mörderischer Rechtsextremismus ist kein ausschließliches Problem der Unterschicht, der Abgehängten, der sabbernden Hauptschulabbrecher, die ihre Kinder Kevin und Chantal nennen.“ […] „Gewissermaßen funktionier[e] ‹Toter Winkel› als eine Parabel auf Edmund Burkes geflügeltes Wort. Doch Belehrungen“ lägen „diesem Film fern“. Stattdessen erzähle er „unaufgeregt, nahbar, aber effektiv“ – und könne „sein Thema dadurch umso wirkungsvoller darstellen“.
Analog zu Julian Miller stellte der Autor Dieter Wunderlich fest: Das Fernsehdrama ‚Toter Winkel‘ veranschaulicht, dass rechtsradikale Gewalt nicht nur im Milieu der Verlierer entsteht, die glauben, sie seien zu kurz gekommen. Die Erklärungsansätze dafür, dass auch in harmonischen Mittelstandsfamilien fanatischer Fremdenhass existiert, beschränken sich allerdings auf Küchenpsychologie.
In der RND wurde die Meinung vertreten: „Dramatisch, intensiv, schwer vorhersehbar: Das Drama ‚Toter Winkel‘ mit Herbert Knaup zeigt die verhängnisvollen Risse in einer Kleinstadtfamilie.“ Autor und Regisseur hätten die Probleme „wenig effekthascherisch inszeniert“. Und doch wirke der Film „wegen seines teilweise unerwarteten Verlaufs und vor allem wegen des dramatischen Geschehens sehr intensiv“.

## Auszeichnungen
- 2017: Günter-Rohrbach-Filmpreis – Preis des Saarländischen Rundfunks für Herbert Knaup[12][13] sowie eine Nominierung für Stephan Lacant und Hans W. Geißendörfer in der Kategorie „Bester Film“
- 2017 WorldFest Houston: Stephan Lacant und Hans W. Geißendörfer, Gewinner des Special Jury Award in der Kategorie „Dramatischer Spielfilm“ sowie Nominierungen für den Grand Remi Award und den Platinum Remi Award in den Kategorien „Beste Unterhaltung“ und „Bester Spielfilm“
- 2017 Prix Europa: Stephan Lacant nominiert für den Prix Europa Iris in der Kategorie „Bester Film“
- 2018: Nominierung für den Emmy Award[14]
- 2018 Civis – Europas Medienpreis für Integration: Stephan Lacant, Benjamin Braeunlich sowie Geißendörfer nominiert für den Civis Europe’s Medienpreis für Integration in der Kategorie „Bester Film“
- 2018 Banff Television Festival: Stefan Lacant und Hans W. Geißendörfer für den Banff Rockie Award in der Kategorie „Bester Fernsehfilm“